# Vlastimil Babula
Vlastimil Babula (Uherský Brod, 2 d'octubre de 1973) és un jugador d'escacs txec, que té el títol de Gran Mestre des de 1997.
A la llista d'Elo de la FIDE de l'abril de 2021, hi tenia un Elo de 2574 punts, cosa que en feia el jugador número 6 (en actiu) de la República Txeca. El seu màxim Elo va ser de 2608 punts, a la llista d'octubre de 2008 (posició 155 al rànquing mundial).

## Resultats destacats en competició
El 1993 fou campió de la República Txeca, en el primer campionat que es disputava després de la dissolució de Txecoslovàquia i segon al campionat del món juvenil (el campió fou Igor Miladinović).
El 1998 Babula va empatar als llocs 1r–4t amb Liviu-Dieter Nisipeanu, Bartłomiej Macieja i Zoltán Almási al torneig Zonal 1.4 a Krynica, un torneig de Categoria IX, i es va classificar així pel Campionat del món de 1999 (FIDE) on fou eliminat en primera ronda per Tal Shaked.
El 2007, guanyà l'Obert de Txèquia (ex aequo amb Viktor Láznička).
Entre l'agost i el setembre de 2011 participà en la Copa del món de 2011, a Khanti-Mansisk, un torneig del cicle classificatori pel Campionat del món de 2013, i hi tingué una actuació raonable; avançà fins a la segona ronda, quan fou eliminat per Zahar Efimenko (½-1½).

### Participació en competicions per equips
Babula ha participat, representant la República Txeca, a totes les olimpíades d'escacs disputades des de 1994 fins a 2014.